# Park Narodowy Old Providence McBean Lagoon
Park Narodowy Old Providence McBean Lagoon (hiszp. Parque nacional natural Old Providence McBean Lagoon) – park narodowy w Kolumbii (departament San Andrés i Providencia). Został utworzony 13 września 1995 roku i zajmuje obszar 16,43 km² (w tym 15,55 km² wód morskich). Od 2000 roku stanowi część rezerwatu biosfery UNESCO o nazwie „Seaflower”. W 2008 roku park został zakwalifikowany przez BirdLife International jako ostoja ptaków IBA.

## Opis
Park znajduje się w archipelagu San Andrés i Providencia na Morzu Karaibskim i obejmuje odizolowane wzgórze na wschodnim wybrzeżu wyspy Providencia oraz przyległy do niego obszar morski z małymi wysepkami, m.in. wyspą Cayo Cangrejo. W parku występują namorzyny i trawy morskie. Znajduje się tu część drugiej co do wielkości rafy koralowej na Karaibach. Wzgórze na wyspie Providencia pokrywa tropikalny las suchy.
Średnia roczna temperatura w parku wynosi około +26 °C.

## Flora
W tropikalnym lesie suchym rośnie m.in.: Coccothrinax jamaicensis, Acanthocereus pentagonus, Bursera simaruba, puchowiec pięciopręcikowy i dzbaniwo kalebasowe. Na wyspie Cayo Cangrejo dominuje Chrysobalanus icaco.
W lasach namorzynowych występuje głównie Avicennia germinans, Rhizophora mangle, Laguncularia racemosa i Conocarpus erectus.
Trawy morskie reprezentują przeważnie takie gatunki jak m.in.: Thalassia testudinum, Syringodium filiforme i Halodule wrightii.

## Fauna
Koralowce występujące w parku to m.in.: krytycznie zagrożone wyginięciem (CR) Millepora complanata, Acropora palmata i Diploria strigosa.
Fauna lądowa parku to głównie gady takie jak m.in.: legwan zielony, Anolis pinchoti, amejwa pospolita i rychlik nadbrzeżny.
Ptaki tu żyjące to narażony na wyginięcie (VU) wireonek karaibski, a także m.in.: fregata wielka, gołąbczak karaibski, wireonek grubodzioby i kacyk jasnoskrzydły.
Spośród ssaków na terenie parku występują tylko nietoperze.